# Proplatycnemis sanguinipes
Proplatycnemis sanguinipes – gatunek ważki z rodziny pióronogowatych (Platycnemididae). Endemit Madagaskaru; jest szeroko rozprzestrzeniony.